# Fort Sint-Marie
Het Fort Sint-Marie is een militaire versterking op de linkeroever van de Schelde, die tot doel had het scheepvaartverkeer op de Schelde te controleren en zo nodig te verbieden. Het fort uit de moderne tijd heeft een meer dan vier eeuwen oudere voorganger, die een hoofdrol heeft gespeeld in het Beleg van Antwerpen (1584-1585).

## Situering
Aan de westgrens van de deelgemeentes Burcht en Zwijndrecht van Beveren-Kruibeke-Zwijndrecht liggen drie forten van de Brialmontfortengordel, genoemd naar Henri Alexis Brialmont, die deel uitmaakten van de Stelling van Antwerpen. De drie forten zijn van noord naar zuid: het Fort Sint-Marie II, het Fort van Zwijndrecht en het Fort van Kruibeke. De versterkingen zijn onderling verbonden door dijken, schansen en militaire wegen, zoals de Defensieve Dijk, de Halve Maan en de Krijgsbaan. Deze militaire versterkingen werden gebouwd in de tweede helft van de 19e eeuw.
Het Fort Sint-Marie II ligt vlak bij de deelgemeente  Kallo van Beveren-Kruibeke-Zwijndrecht. Het werd na de Tweede Wereldoorlog "marinebasis Kallo" genoemd. Het domein van het fort staat op de inventaris van het bouwkundig erfgoed in Vlaanderen, maar het is geen beschermd monument. Het is sinds 1979 op het gewestplan ingekleurd als natuurgebied. Het domein is eigendom van de federale overheidsdienst Defensie en beslaat 37 hectaren (37.000 m²). Het wordt niet meer militair gebruikt en staat op de lijst van te verkopen militaire domeinen. Er bevindt zich een herdenkingsmonument van de gesneuvelde zeelieden van beide wereldoorlogen, met de namen van de getroffen schepen en hun slachtoffers. Ieder jaar vindt hier nog een plechtigheid plaats.
De naamgeving van het fort wordt toegeschreven aan de kleinzoon van keizer Karel V, Alexander Farnese. De eerste naam was: “Sint-Mariaschans”. Naar verluidt heeft Farnese deze naam gegeven uit verering voor Maria. Ook zijn overleden echtgenote heette Maria. Op de rechter Scheldeoever liet Farnese de Sint-Filipsschans bouwen, genoemd naar zijn oom, koning Filips II van Spanje. De resten van het Fort Sint-Filips liggen aan de huidige Total olieraffinaderij.

## Fort Sint-Marie I: het fort van Farnese
Het huidige Fort Sint-Marie II werd gebouwd op dezelfde plaats en deels op de resten van het eerste Fort Sint-Marie. In 1584, tijdens het Beleg van Antwerpen (1584-1585) gedurende de Tachtigjarige Oorlog (1568-1648), wou Farnese een bruggenhoofd op de linkeroever. De bouwheer was de opperbevelhebber van de Spaanse troepen, veldheer Robert de Melun, markies van Roubaix. De markies sneuvelde in april 1585 door de ontploffing van een Antwerps kruitschip aan de ponton over de Schelde.

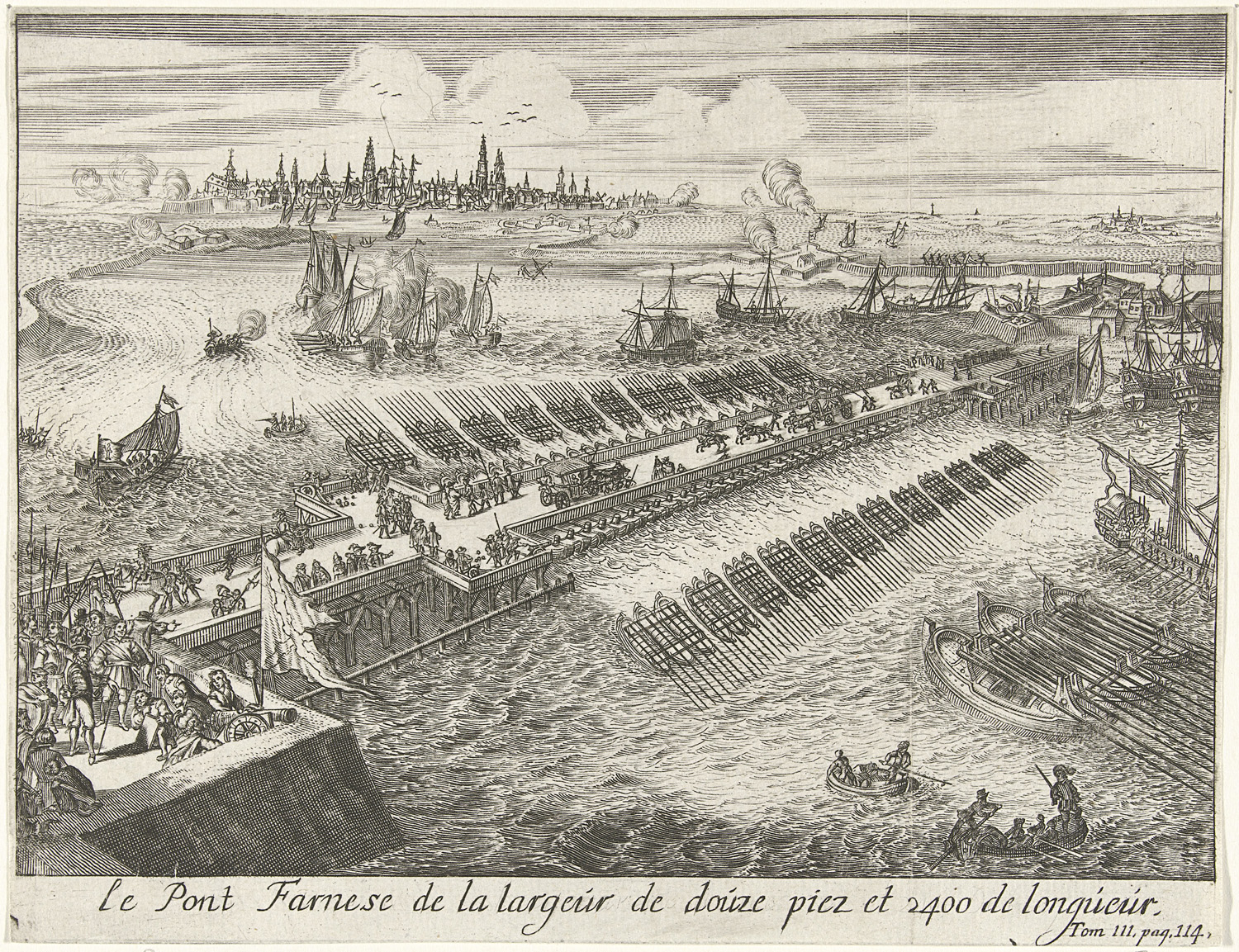
Parma's brug, Antwerpen 1585

Het eerste fort ligt onder de resten van bastion II, tussen de centrale vijver en de Schelde. Het was een vierkantige aarden en houten versterking, van ongeveer 100 op 100 meter. Het bruggenhoofd werd gebouwd om de vermaarde schipbrug van Farnese over de stroom te bouwen en te verdedigen. De ponton (“El Puente”) werd gelegd tussen de schansen Sint-Marie en Sint-Filips, met als doel de scheepvaart over de Schelde te blokkeren en aldus de bevoorrading van de stad door de Nederlandse Watergeuzen te verhinderen. De Antwerpenaren voeren tevergeefs brandende en met buskruit geladen schepen naar de brug. Op 17 augustus 1585 capituleerde de stad.
Het fort Sint-Marie I speelde later een belangrijke rol in de Slag bij Kallo in 1638. Tijdens de Negenjarige Oorlog (1688-1697) behoorde de versterking tot de Liniedijkverdediging. Het Staatse leger wilde de stad Antwerpen heroveren op de Spanjaarden. Maurits-Frederik, de enige zoon van Willem van Nassau, neef van Willem van Oranje, sneuvelde tijdens deze bloedige veldslag. In 1785, met het Verdrag van Fontainebleau, werden het Fort Liefkenshoek en het Fort Lillo aan de Zuidelijke Nederlanden afgestaan. Keizer Jozef II besloot om de meeste versterkingen van de Scheldeforten te laten afbreken. De plaatsen bleven in oorlogsomstandigheden dienstdoen voor de opstelling van zware kanonnen. Onder de Franse tijd in België (1794-1815) gebeurde op en langs het fort niet bijster veel. Aanpassingen in 1832 en later zorgden voor een steeds veranderend uitzicht. De Nederlanders hielden de forten Liefkenshoek en Lillo tot 1839 in bezit. De staatsgrenzen tussen Nederland en België werden pas in 1843 vastgelegd.

## Fort Sint-Marie II: het fort van Brialmont
Vanaf 1850 werd op dezelfde plaats een nieuwe versterking gebouwd, het was een fort van Henri Alexis Brialmont (1821-1903). Het was veel groter dan het fort van Farnese. Er was een significant verschil tussen de strategische doelstellingen en de tactische inzet van het Fort Sint-Marie en de andere forten van de Brialmontgordel, die vooral ter verdediging tegen aanvallende grondtroepen werden gebouwd. Het Fort Sint-Marie is gelegen aan de laatste bocht van de Schelde voor het stadscentrum van Antwerpen. Het fort is gebouwd om de Schelde te beheersen en aldus Antwerpen en de (toenmalige) haven te beschermen tegen raids van kanonneerboten en aanvallen van marine landingstroepen. Het fort werd voorzien van een grote gekazematteerde kustbatterij in baksteenmetselwerk, om de aanvallende schepen op de Schelde onder vuur te kunnen nemen. Het strategische en tactische principe: “Eenheid van terrein, eenheid van commando” gold voor de gehele fortengordel en bracht de verdediging van de grootste en economisch belangrijkste Belgische stad en de haven, onder één militair commando. Het Antwerpse militaire commando kreeg alzo de gehele verdedigingslinie onder zijn bevel, het was de militaire Stelling van Antwerpen, of “La Position fortifié d'Anvers” (PFA), ook wel het Nationale Réduit genoemd. Ondanks de vele aanpassingen en de nieuwbouw bleef de basisstructuur van de vesting behouden: een dubbele gracht, een centrale vijver, een torpedolanceerinrichting en een versterkt gebouw voor zware kanonnen. 

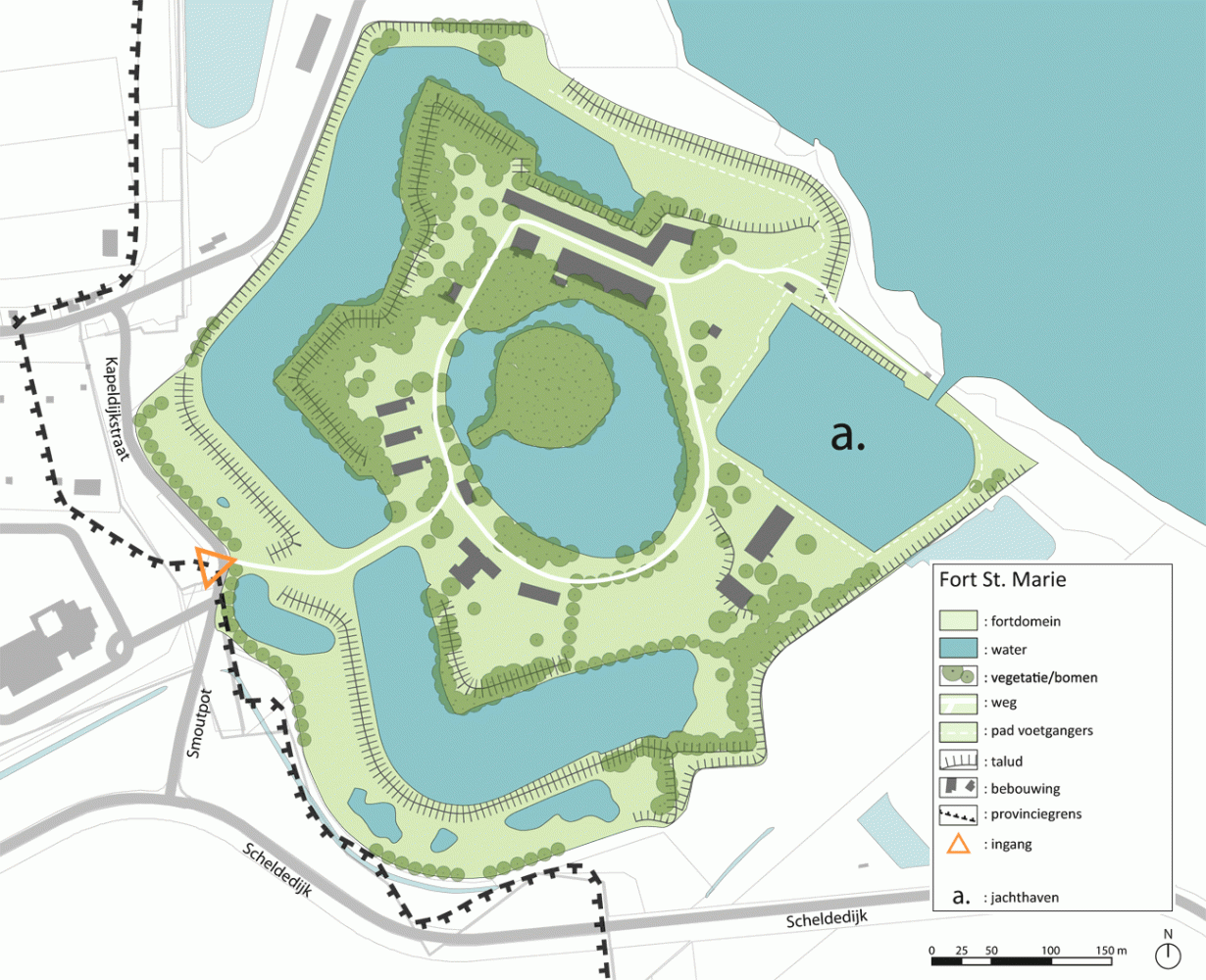
Kaart van het Fort Sint-Marie

Het fort kreeg zes bastions, naar het stervormige model van wiskundige en ingenieur Simon Stevin (° Brugge 1548). Deze versterkingen moesten de batterij beschermen tegen aanvallende grond- en marinetroepen. Aan de zijde van de stroom was ze bedekt met aarde en hardsteen. De gelijkvloerse verdieping bestond uit een kazerne voor de artilleristen en een opslagplaats voor de militaire logistiek, waaronder twee kruitmagazijnen. Op de eerste verdieping waren er 27 bomvrije kazematten voor zwaar geschut. Bovenop konden er nog een tiental zware kanonnen staan. (Nu is het dak gesitueerd achter de hoge dijken, maar de Scheldedijken werden ondertussen verhoogd in uitvoering van het Sigmaplan). Er kwamen twee haventjes: één in het fort zelf en één ten zuidoosten ervan. Om aarde te winnen voor de wallen groef men midden in het fort een vijver. Er bleef een eiland, dat nu overgroeid is met bomen en struiken.

## Verdere geschiedenis
In 1870, na de Frans-Duitse Oorlog en de ervaring met steeds zwaarder en verder dragend artilleriegeschut, voldeed de linker Scheldeoeververdediging niet meer en besloot de regering tot de oprichting van een Verschanst Kamp Linkeroever. In 1877 werden vijf kazematten gesloopt en vervangen door een pantserbatterij uit gegoten ijzer met 24 cm Kruppkanonnen, hun granaten konden gepantserde kruiserschepen (panzerkreuzer) doorboren. Tussen Fort Sint-Marie II en het nieuwe fort Zwijndrecht werd de Defensieve Dijk aangelegd, als waterkering van het inundatiegebied van de Melselepolder. De Melselepolder zou in het geval van een vijandelijke aanval over land, met inundatie als verdediging onder water worden gezet. De Defensieve Dijk met gracht is bewaard gebleven, maar er is geen directe verbinding meer met het fort. 

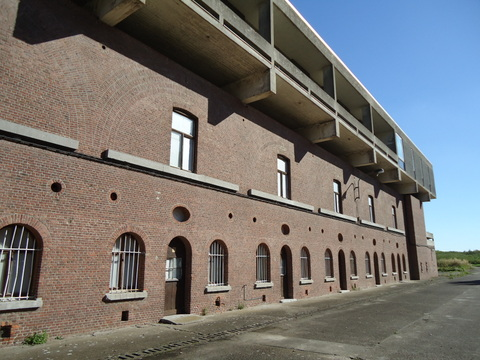
Laag gedeelte – gemetste kazematten (19e eeuw)

In 1881 werd het fort uitgerust met twee buitendijkse lanceerinrichtingen voor zware torpedo's, die zowel stroomop- als stroomafwaarts konden vuren. De Whiteheadtorpedo's waren 5 m lang en bevatten 45 kg springstof. Ze hadden een reikwijdte van 1600 m. De bedienaars werden torpilleurs genoemd. Een bakstenen ruïne beneden de Scheldedijk is de laatste getuige van deze bijzondere verdediging van de Schelde. 
Tijdens de Eerste Wereldoorlog werd Antwerpen alleen over land aangevallen. Mede door de gewapende neutraliteit van Nederland waagde geen enkel vijandelijk schip zich op de Schelde, er werd geen schot gelost. Het Belgische landleger voerde een strategische terugtocht uit. De troepen staken in Antwerpen de Schelde over via boten en enkele pontonbruggen. Op 8 oktober 1914 gaf de bevelhebber van de Vesting Antwerpen, generaal Victor Deguise, vanuit zijn hoofdkwartier in het fort Sint-Marie de opdracht om de Schelde af te sluiten. Het Duitse passagiersschip Gneisenau werd (half) tot zinken gebracht om te verhinderen dat de keizerlijke vloot de haven als uitvalsbasis zou gebruiken tegen Engeland. De sappeurs van de Belgische genie vernietigden de torpedolanceerinrichtingen. Een dag later, op 10 oktober 1914, viel Antwerpen in handen van de Duitsers.
Tussen de twee wereldoorlogen deed het fort dienst als depot. Het oudste geschut werd vervangen door lichte en zware mitrailleurs. Plaatselijk verbeterde men de bepantsering door storting van gewapend beton, er werd ventilatie geplaatst en er kwamen gasdichte lokalen.
In mei 1940, bij het begin van de Tweede Wereldoorlog in België, werd er op de Schelde zelf niet gevochten. Er liep langs de linkeroever tussen de forten Sint-Marie en Kruibeke een defensielijn van de Landmacht, met onder meer de 15e en de 17e Infanteriedivisie en het 4e Regiment Lansiers. Het fort zelf speelde een rol als militair steunpunt en als opslagplaats maar was toen geen verdedigde vesting. Fort Sint-Marie kwam ongeschonden in Duitse handen en werd een depot voor gerecupereerd (Belgisch) materieel. De Duitse verdediging van de Schelde en de stad Antwerpen steunde niet op forten die dicht bij Antwerpen lagen, maar werd stroomafwaarts vanaf Walcheren en het westelijk deel van Zeeuws-Vlaanderen aangelegd. De ooit door het Belgisch leger in Duitsland aangekochte Krupppantserbatterij van Fort Sint-Marie werd in 1944 door de vertrekkende Duitse Wehrmacht opgeblazen.
Na de Tweede Wereldoorlog bleef het fort een militair depot. In de jaren vijftig, tijdens de Koude Oorlog, werd het verbouwd. De gekazematteerde batterij en een kruitmagazijn bleven bestaan. Van 1961 werd Fort Sint-Marie de Marinebasis Antwerpen, in de volksmond 'Zeemachtbasis Kallo' genoemd, alhoewel ze op grondgebied van Zwijndrecht was gelegen. Er werden voor de Belgische Marine (toen nog Zeemacht genoemd) gebouwen voor het personeel, de administratie en de logistiek in het fort gezet. 

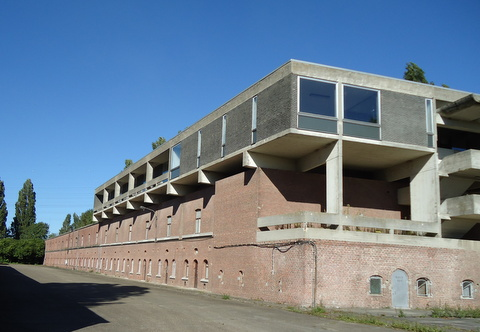
Bovenbouw – Blok Operaties – Koude Oorlog

Boven op de oude bakstenen kazematten werd in 1970-'71 een betonnen verdieping geplaatst. Dit gebouw werd uitgewerkt door de Dienst Militaire Gebouwen (2 KDR) van Antwerpen voor de Staf van de Marine. De tekenaar was Guy Kussé. Deze opbouw met breed uitzicht op de stroom, werd Blok Operaties genoemd. Het was tijdens de Koude Oorlog een militair controle- en luistercentrum voor de scheepvaartbewegingen op de Schelde en in de haven. Het speelde een rol tijdens de jaarlijkse grote Reforger-NAVO-oefeningen. De scheepvaart in het algemeen maar vooral schepen uit de Oostbloklanden, uit Cuba, China en Noord-Korea werden van daar met elektronische middelen in het oog gehouden.
Het fort was tot in de late jaren zeventig de thuishaven voor een aantal riviermijnenvegers en riviersnelboten van de Marine. Voor de aanleg van een getijdenhaven werden twee punten van het fort gesloopt. Er kwamen een eb- en een vloedpoort naar de Schelde. In 1989, na de val van de muur en het einde van de Koude Oorlog, werd de marinehaven afgeschaft. De marinecadetten vonden daarna in het fort nog een tijdje een onderkomen. De nieuwere gebouwen en het haventje kwamen vervolgens in gebruik bij de scheepvaartschool, het Cenflumarin op Antwerpen Linkeroever. Deze school heeft in november 2015 het domein verlaten. De laatste activiteiten waren opnames voor een VT4-tv-serie De jeugd van tegenwoordig, seizoen 3: 'de Cadettenschool', alhoewel de Cadettenschool er nooit was gehuisvest.
In Fort Liefkenshoek, over de weg acht kilometer ervandaan, vinden belangstellenden een evocatie met foto's en uitleg over Fort Sint-Marie.